# Domenico Cunego
Domenico Cunego (Verona, 1724 o 1725 – Roma, 8 gennaio 1803) è stato un incisore italiano.

## Biografia
Avrebbe studiato sotto Francesco Ferrari, un pittore non noto altrimenti. Iniziò la sua carriera artistica come pittore, producendo diverse opere, che sono o andate perse o comunque non identificabili. A 18 anni iniziò all'incisione, tecnica su cui fu probabilmente un autodidatta.
Le incisioni che eseguì sulla Cappella Sistina di Michelangelo, pubblicate nella Schola Italica Picturae (1773) da Gavin Hamilton, furono una importante fonte per gli artisti del suo tempo.
Cunego è rilevante non solo per le riproduzioni dei dipinti del suo compaesano Guido Reni e di altri italiani contemporanei come Antonio Balestra, Francesco Solimena, e Felice Boscaratti, ma anche per il lavoro con artisti britannici che venivano in Italia per il Grand Tour. Tra questi il ciclo di Gavin Hamilton composto da sei opere sulla Iliade e il lavoro di David Allan, Origin of Portraiture.
I figli  Luigi (ca. 1750) e Giuseppe (b. 1760) furono anch'essi incisori.

## Opere

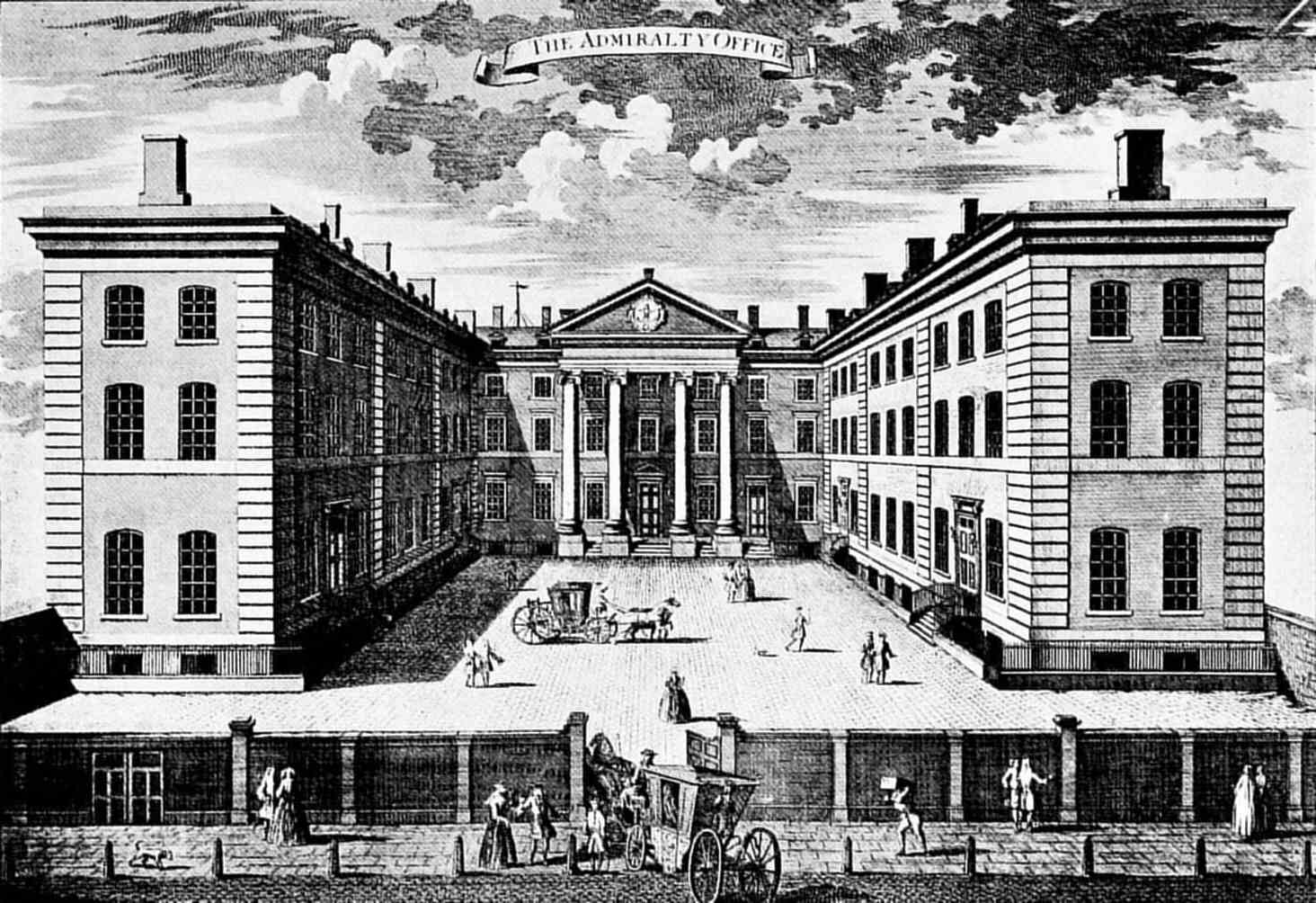
Incisione dell'edificio dell'ammiragliato di Whitehall, a Londra. L'edificio è nella situazione prima delle modifiche di Robert Adam.

- Illustrazioni per il catalogo in 3 volume della collezione numismatica di Giacomo Muselli, in collaborazione con Dionigi Valesi (1752, 1756, 1760). Disponibile per il download su Internet Archive
- Viste di Verona dai disegni di Majeroni (anni 1750)
- San Tomaso di Villanova (1757), da un dipinto di Antonio Balestra (una fonte frequente per Cunego)
- Alcune delle incisioni per Ruins of the palace of the Emperor Diocletian at Spalatro in Dalmatia. di Robert Adam, 1764